# 伊奈中央站

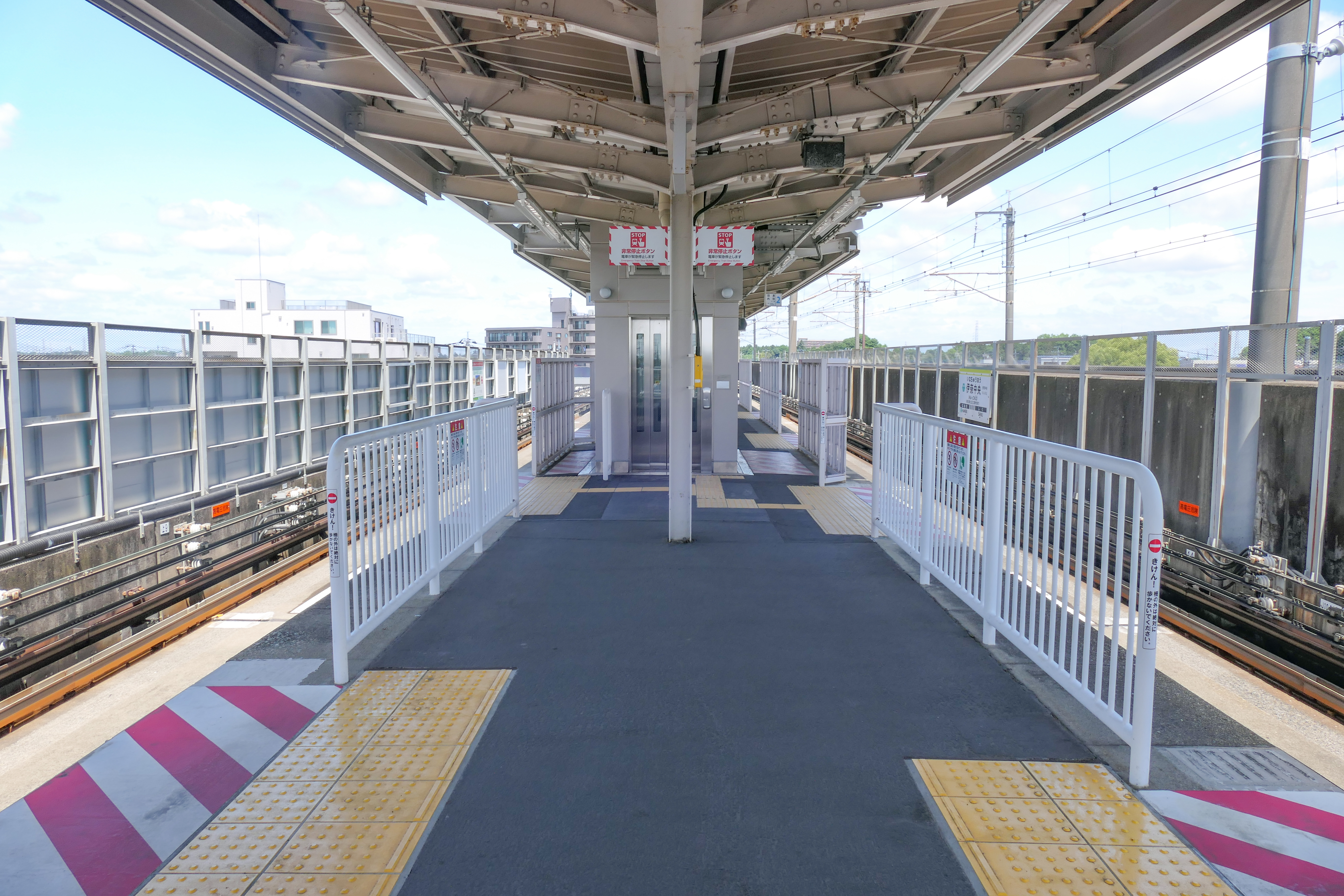
月台（2022年5月）

伊奈中央站（日语：／ Ina-chūō eki */?）是一個位於埼玉縣北足立郡伊奈町，屬於埼玉新都市交通伊奈線（New Shuttle）的鐵路車站。

## 結構
島式月台1面2線的高架車站。閘口近內宿側。

### 月台配置
| 月台 | 路線                   | 目的地         |
| ---- | ---------------------- | -------------- |
| 1    | ■伊奈線（New Shuttle） | 內宿方向       |
| 2    | ■伊奈線（New Shuttle） | 丸山、大宮方向 |

## 相鄰車站
埼玉新都市交通
■伊奈線
志久（NS10）－伊奈中央（NS11）－羽貫（NS12）

## 外部連結
- 伊奈中央站（页面存档备份，存于）（路線圖、車站資訊） - 埼玉新都市交通（日語）